# 托尔·厄尔维格
托尔·厄尔维格（挪威語：Thor Ørvig，1891年12月14日—1965年6月17日），挪威男子帆船运动员。他曾代表挪威参加1920年夏季奥林匹克运动会帆船比赛，获得一枚金牌。他于1965年在奥斯陆去世。